# Alvar Cawén
Frans Alvar Alfred Cawén (n. 8 iunie 1886, Korpilahti, Marele Principat al Finlandei, Imperiul Rus – d. 3 martie 1935, Helsingfors, Finlanda) a fost un pictor expresionist finlandez.

## Biografie

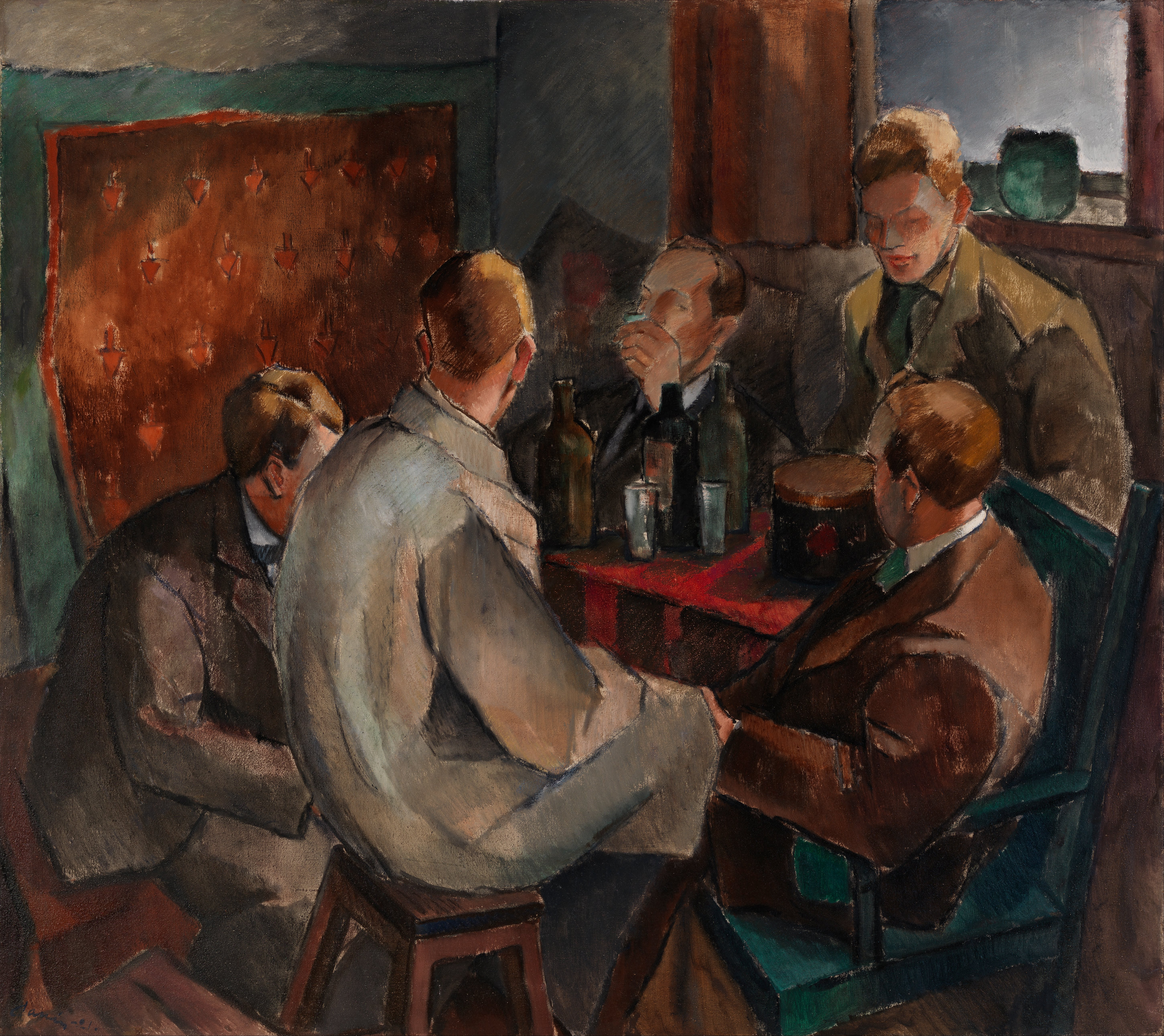
Membrii Grupului Noiembrie 1921

### Viață profesională
Frans Alvar Alfred Cawen s-a născut în centrul Finlandei la 8 iunie 1886 la Korpilahti, fiul reverendului Frans Cawen și al Eleanorei Cawen (născută Boije af Gennas), ambii interesați de muzică și artă. Mai mulți artiști cunoscuți erau prieteni ai părinților săi.
În tinerețe, Cawen a studiat la Academia de Arte Frumoase (Finlanda) între 1905 și 1907, iar la Paris între 1908 și 1909 la atelierul lui Simon Cottet. Prima expoziție a avut-o în Finlanda în 1910, dar în 1912 s-a întors la Paris, de unde a călătorit în Bretania și Spania.
La sfârșitul anului 1916, Cawen a devenit membru fondator al Grupului din Noiembrie, care era un grup finlandez de expresioniști și cubiști. După primul război mondial a călătorit în 1919 în Danemarca, Italia, Spania și Franța; iar în acel an a devenit profesor la Școala de Desen a Societății de Artă Finlandeze, unde a continuat să predea până în 1921.
În 1924 a călătorit din nou în Italia, Franța, Belgia și Țările de Jos. În 1929 a devenit membru al Academiei de Arte Frumoase din Finlanda; iar de atunci până în 1935 a fost președintele Asociației Artiștilor din Finlanda. În Finlanda, Cawen locuia lângă Porvoo la Ilola (casa din copilărie a mamei sale). Printre lucrările sale se numără retabluri pentru biserici din Mänttä, Kuusankoski, Lapinlahti și Simpele.

### Viață personală
S-a căsătorit cu Ragni Cawén (1891-1981), pictoriță, care după moartea sa a continuat să picteze. Muzeul de Artă Didrichsen deține lucrări ale ambilor artiști. 
A murit la Helsinki la 3 martie 1935. Este înmormântat în cimitirul Hietaniemi din Helsinki.

## Galerie

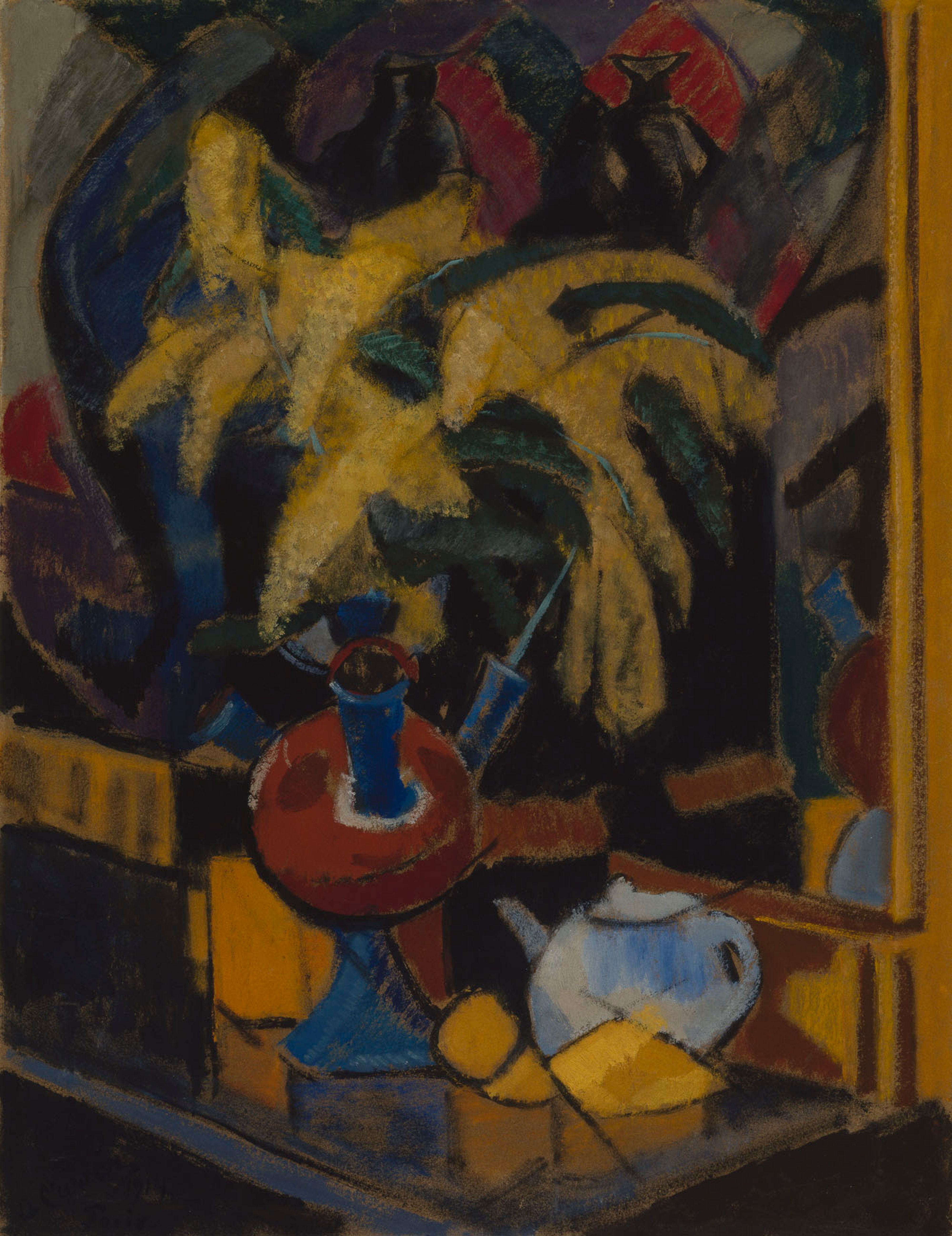
Mimoza, 1914
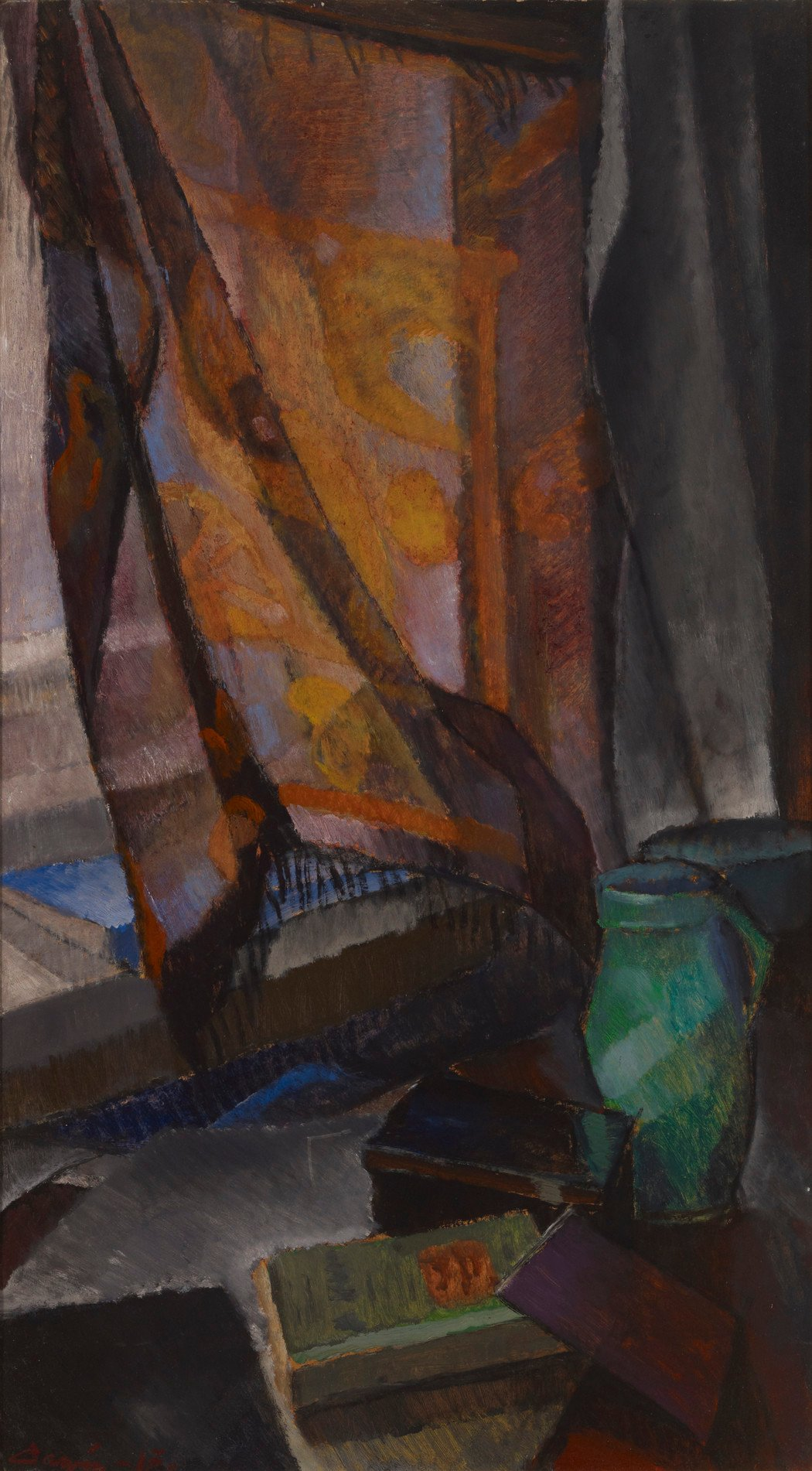
Fereastră, 1917
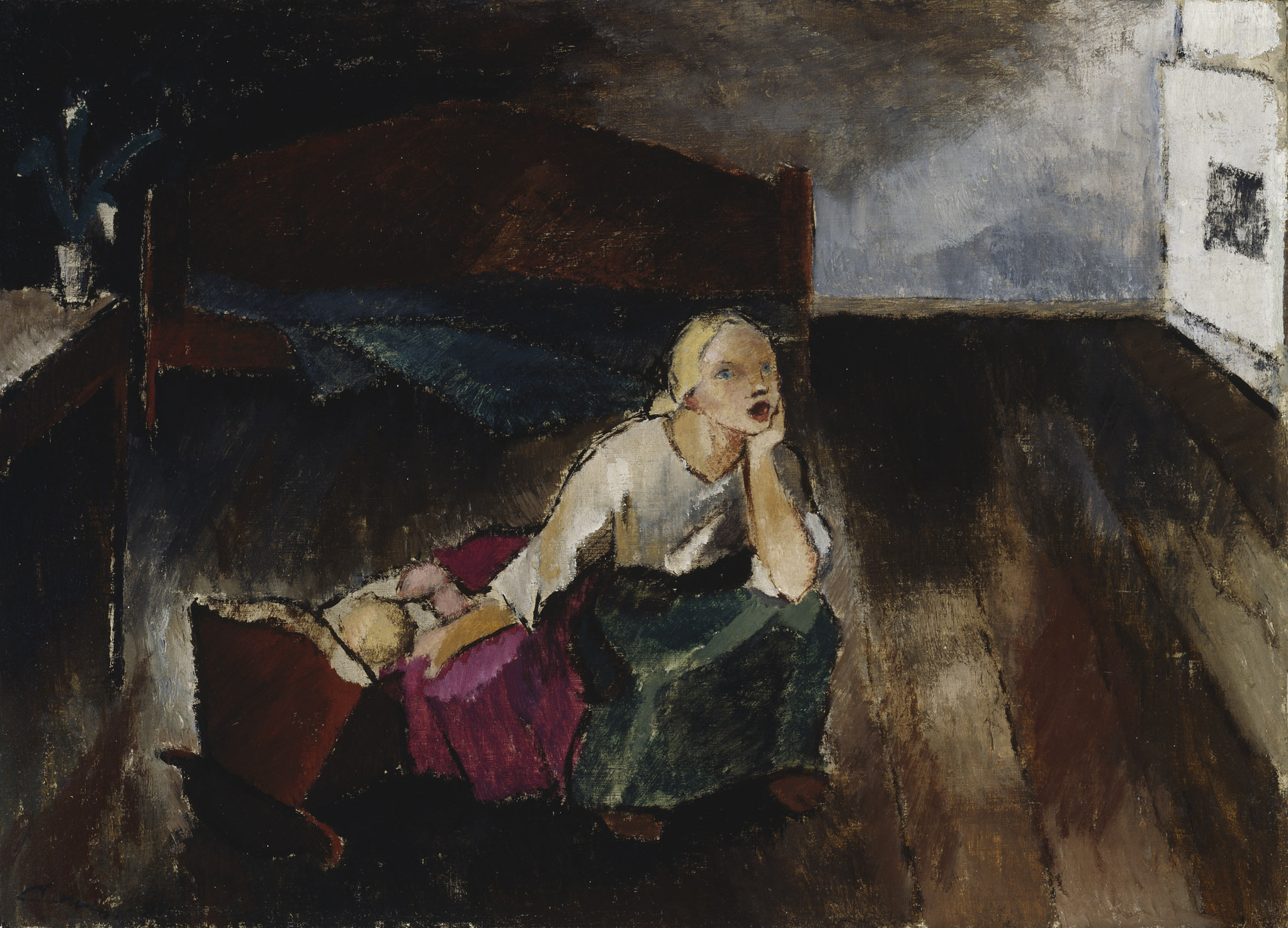
Cântec de leagăn, 1921
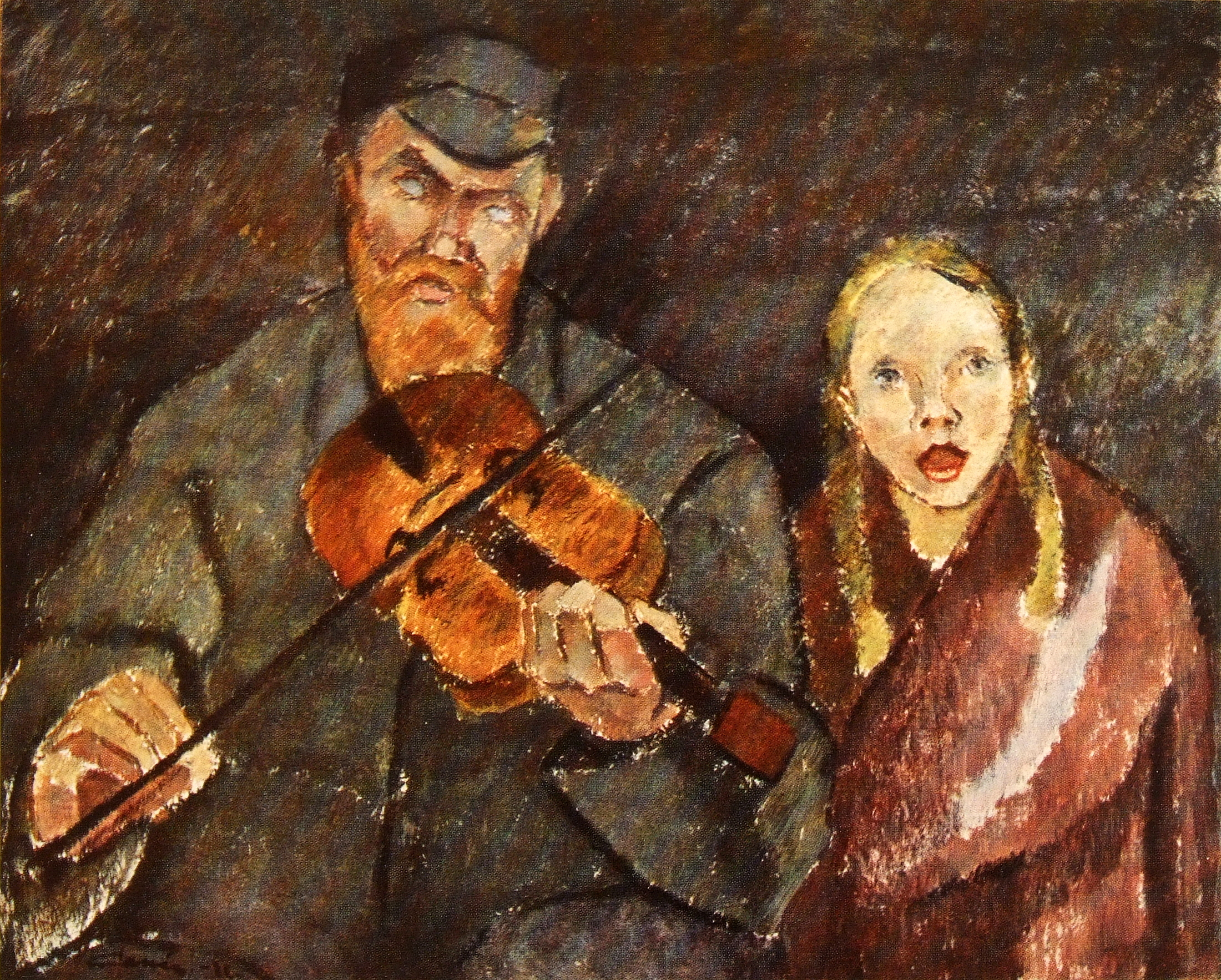
Muzicianul orb, 1922
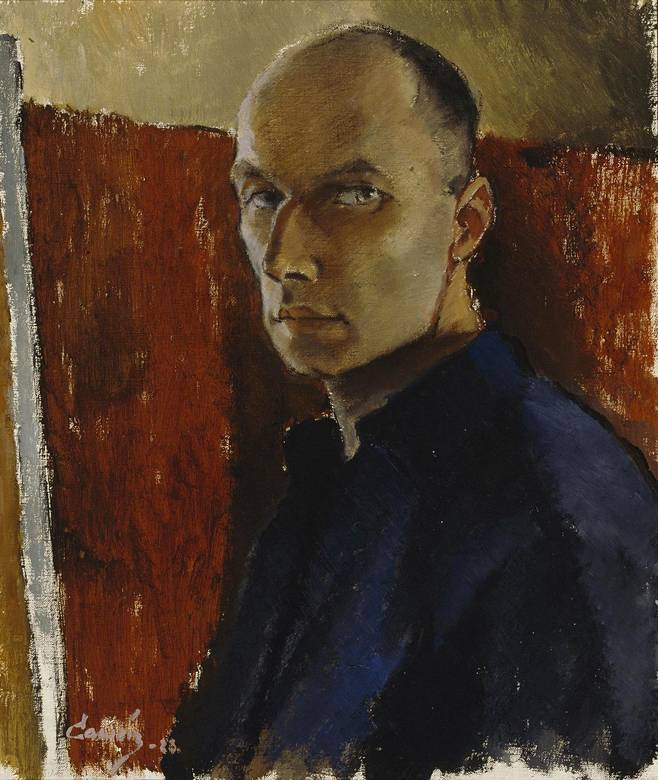
Autoportret, 1923
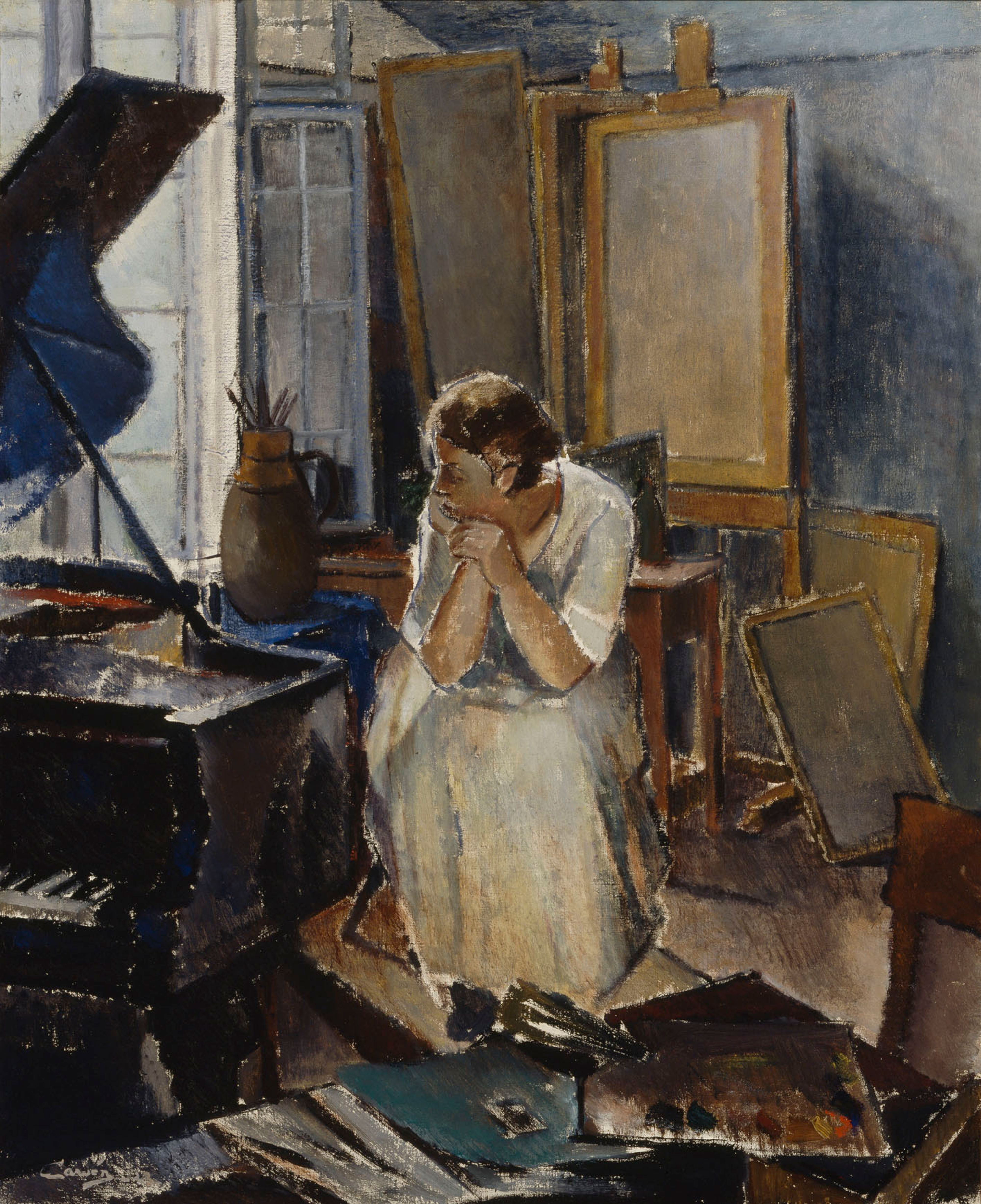
Interior de studio, 1923
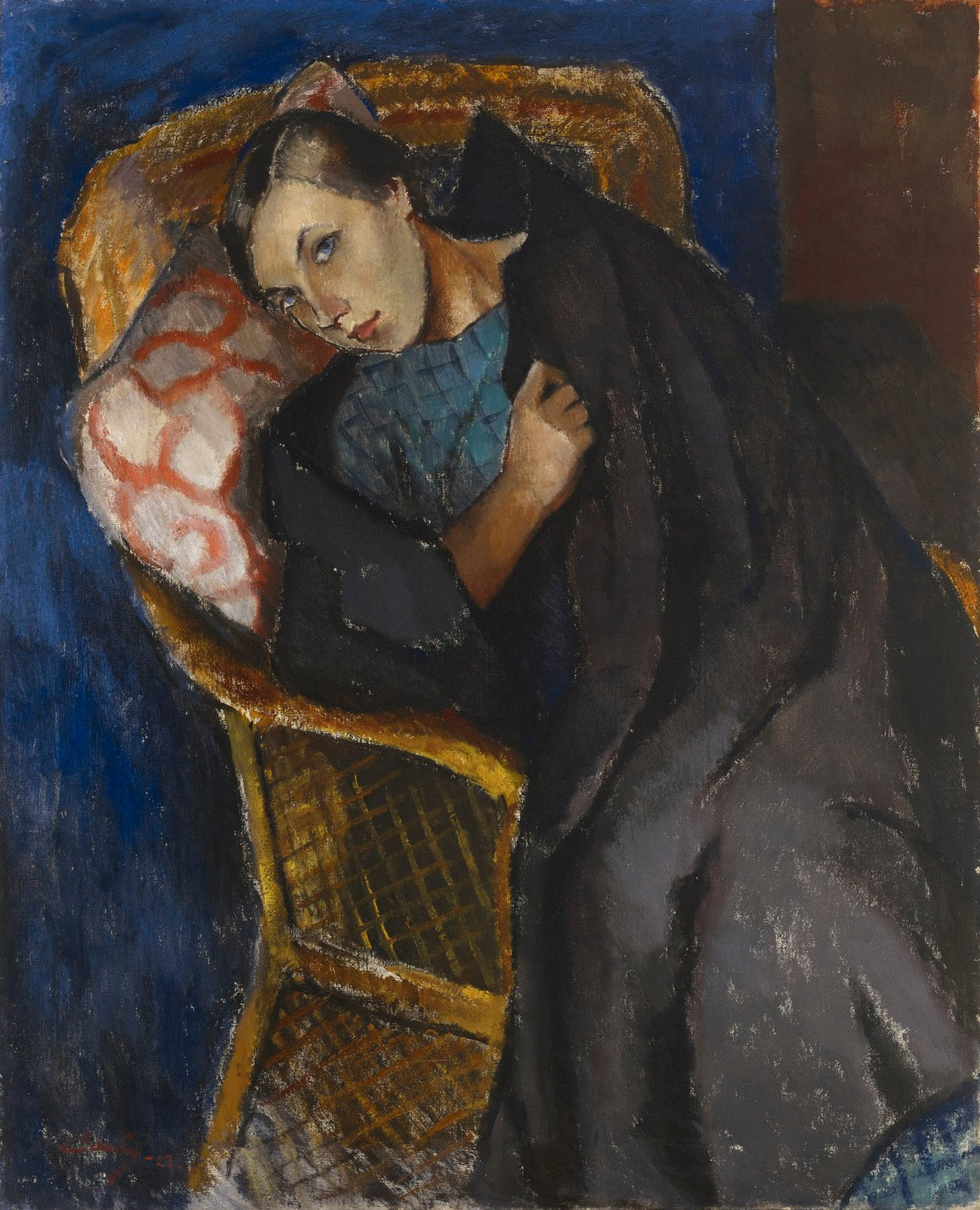
Convalescenta, 1923
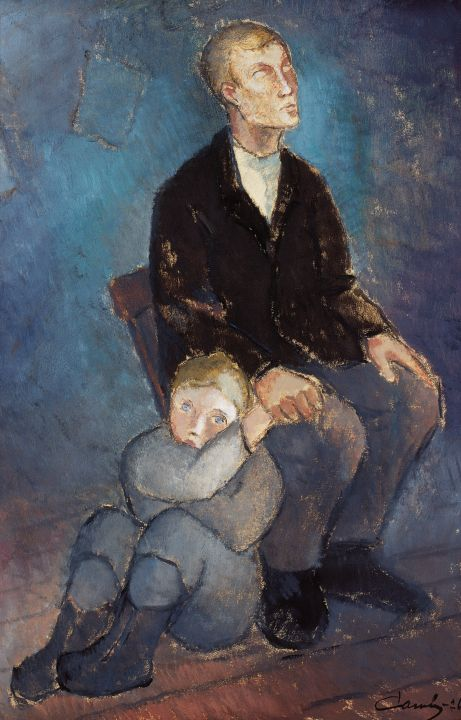
Orb, 1926